# Сандзё Санэтоми
Князь Сандзё Санэтоми (яп. 三条 実美 Сандзё: Санэтоми) (13 марта 1837, Киото — 18 февраля 1891, Токио) — один из представителей киотской аристократии, выступившей на стороне императора Мэйдзи в войне Босин. Позднее временно исполнял обязанности премьер-министра Японии.

## Биография
Сандзё Санэтоми родился в семье внутреннего министра (яп. 内大臣) Сандзё Санэцуму. Во время кризиса сёгуната Токугава Сандзё выступал на стороне императора. После отставки Токугавы Ёсинобу и упразднения системы сёгуната Сандзё занимал ряд важных постов в имперском правительстве, включая посты правого (яп. 内大臣) и главного министров (яп. 太政大臣).
В 1882 году Сандзё стал кавалером Высшего ордена Хризантемы, а 7 июля 1884 года ему был присвоен титул князя — высший по системе кадзоку.
После административной реформы, проведенной Ито Хиробуми в 1885 году, Сандзё стал первым министром — хранителем печати Японии.
В 1889 году, после отставки правительства Куроды Киётаки император принял отставку и пригласил Сандзё Санэтоми возглавить правительство на несколько месяцев. Однако на сегодняшний день правительство Сандзё обычно рассматривается как продолжение правительства Куроды.